# Long Island (Maine)
Long Island – miasto w Stanach Zjednoczonych, w stanie Maine, w hrabstwie Cumberland.